# تیتلوو
تیتلوو (به لاتین: Tytlewo) یک منطقهٔ مسکونی در لهستان است که در Gmina Lisewo واقع شده‌است.